# حسین‌آباد (بخش مرکزی خاتم)
حسین‌آباد (خاتم)، روستایی از توابع بخش مرکزی شهرستان خاتم در استان یزد ایران است.

## جمعیت
این روستا در دهستان فتح‌آباد قرار دارد و براساس سرشماری مرکز آمار ایران در سال ۱۳۸۵، جمعیت آن ۴۵ نفر (۱۳خانوار) بوده‌است.